# راز (ترانه مدونا)
«راز» (به انگلیسی: Secret) تک‌آهنگی از هنرمند اهل ایالات متحده آمریکا مدونا است که در ۲۷ سپتامبر ۱۹۹۴ منتشر شد. این تک‌آهنگ در آلبوم قصه‌های وقت خواب قرار داشت.
این تک‌آهنگ در چارت‌های سوئیس در رتبه اول و در چارت‌های استرالیا، فرانسه، نیوزلند جزو ده ترانه اول قرار گرفت.